# Caldo freddo
Il caldo freddo è un prodotto tipico della gelateria artigianale trapanese.

## Storia
Veniva già preparato ai primi del 1900 a Trapani in una pasticceria accanto al teatro Garibaldi, distrutto durante la seconda guerra mondiale. Successivamente si diffuse, in special modo a San Vito Lo Capo intorno al 1950, e in altri comuni del circondario: Paceco, Erice, Valderice e in altre zone del trapanese.

## Preparazione
In un piccolo lemmo, il particolare recipiente di terracotta smaltata dove si prepara il cuscus alla trapanese, si inserisce un morbido biscotto (o pan di spagna) imbevuto di liquore (rum), tanto gelato (al caffè, nocciola, bacio o pistacchio) e abbondante panna.
Il composto è poi ricoperto da caldo cioccolato fondente fuso. 
Dall'unione di questi ingredienti, caldi e freddi, il caldo freddo origina il suo nome.